# Міністр енергетики США
Міністр енергетики США — глава Департаменту з енергетики США, член уряду США, і чотирнадцятий в лінії наслідування президентських повноважень. Посада була створена 1 жовтня 1977 зі створенням Міністерства енергетики, коли президент Джиммі Картер підписав відповідний закон. У повноваження нового міністерства увійшов контроль за довгостроковими дослідженнями і розвитком енергетичних технологій, енергозбереження, дослідження в галузі ядерної енергетики, збір даних а також прогнозування в галузі енергетики. Після закінчення «холодної війни» міністерство енергетики також приділяло увагу питанням захоронення радіоактивних відходів і підтримки якості навколишнього середовища.
Першим міністром енергетики був колишній міністр оборони і директор ЦРУ Джеймс Шлезінгер. За час існування посади міністра енергетики цю посаду обіймало 14 чоловік. Першою жінкою і першою афроамериканкою на посаді міністра енергетики була Хейзел О'Лірі, вона ж обіймала цю посаду найбільш тривалий термін — 4 роки. Першим іспаномовним міністром енергетики став Федеріко Пенья.

## Список міністрів енергетики США
| #  | зображення       | ім'я і прізвище    | рідний штат       | термін на посаді | термін на посаді | адміністрація президента США, в якій був на посаді |
| #  | зображення       | ім'я і прізвище    | рідний штат       | початок          | кінець           | адміністрація президента США, в якій був на посаді |
| -- | ---------------- | ------------------ | ----------------- | ---------------- | ---------------- | -------------------------------------------------- |
| 1  | Джеймс Шлезінгер | Джеймс Шлезінгер   | Вірджинія         | 6 серпня 1977    | 23 серпня 1979   | Джиммі Картер                                      |
| 2  | Чарльз Дункан    | Чарльз Дункан      | Техас             | 24 серпня 1979   | 20 січня 1982    | Джиммі Картер                                      |
| 3  | Джеймс Едвардс   | Джеймс Едвардс     | Південна Кароліна | 23 січня 1981    | 5 листопада 1982 | Рональд Рейган                                     |
| 4  | Дональд Ходел    | Дональд Ходел      | Орегон            | 5 листопада 1982 | 7 лютого 1985    | Рональд Рейган                                     |
| 5  | Джон Херрінгтон  | Джон Херрінгтон    | Каліфорнія        | 7 лютого 1985    | 20 січня 1989    | Рональд Рейган                                     |
| 6  | Джеймс Воткінс   | Джеймс Воткінс     | Каліфорнія        | 1 березня 1989   | 20 січня 1993    | Джордж Герберт Вокер Буш                           |
| 7  | Хейзел О'Лірі    | Хейзел О'Лірі      | Вірджинія         | 22 січня 1993    | 20 січня 1997    | Білл Клінтон                                       |
| 8  | Федеріко Пенья   | Федеріко Пенья     | Колорадо          | 12 березня 1997  | 30 червня 1998   | Білл Клінтон                                       |
| 9  | Білл Річардсон   | Білл Річардсон     | Нью-Мексико       | 18 серпня 1998   | 19 січня 2001    | Білл Клінтон                                       |
| 10 | Спенсер Абрахам  | Спенсер Абрахам    | Мічиган           | 20 січня 2001    | 1 лютого 2005    | Джордж Вокер Буш                                   |
| 11 | Семюел Бодман    | Семюел Бодман      | Іллінойс          | 1 лютого 2005    | 20 січня 2009    | Джордж Вокер Буш                                   |
| 12 | Стівен Чу        | Стівен Чу          | Каліфорнія        | 20 січня 2009    | 22 квітня 2013   | Барак Обама                                        |
| 13 | Ернест Моніз     | Ернест Моніз       | Массачусетс       | 21 травня 2013   | 1 березня 2017   | Барак Обама                                        |
| 14 |                  | Рік Перрі          | Техас             | 2 березня 2017   | 1 грудня 2019    | Дональд Трамп                                      |
| 15 |                  | Ден Бруєтт         | Техас             | 2 грудня 2019    | 20 січня 2021    | Дональд Трамп                                      |
| 16 |                  | Дженніфер Ґренголм | Мічиган           | 25 лютого 2021   | 20 січня 2025    | Джо Байден                                         |
| 16 |                  | Кріс Райтд         | Колорадо          | 4 лютого 2025    |                  | Дональд Трамп                                      |